# جون بي. كاشمان
جون بي. كاشمان هو محامي وقاضي وسياسي أمريكي، ولد في 8 مارس 1784 في Pomfret, Connecticut ‏ في الولايات المتحدة، وتوفي في 16 سبتمبر 1848 في تروي في الولايات المتحدة. انتخب عضو مجلس النواب الأمريكي ‏.